# The Dancer
Pour plus de détails, voir Fiche technique et Distribution.
The Dancer est un film français réalisé par Fred Garson et écrit par Luc Besson, sorti en 2000.

## Synopsis
India Rey, danseuse muette, ambitionne de se produire à Broadway.

## Fiche technique
- Réalisation : Fred Garson
- Scénario : Luc Besson et Jessica Kaplan
- Décors : Dan Weil
- Photographie : Thierry Arbogast
- Son : Pierre Excoffier
- Distributeur : ARP Sélection
- Sociétés de production :  EuropaCorp et TF1 Films Production
- Budget estimé : 77 000 000 francs
- Pays d'origine :  France
- Langue d'origine : anglais
- Format :  couleurs - 2,35:1 - 35 mm - Dolby
- Genre : comédie dramatique
- Musique : Pascal Lafa
- Durée : 89 minutes
- Dates de sortie : 
  - France :  7 juin 2000 (sortie nationale)
  - Belgique : 28 juin 2000

## Distribution
- Mia Frye : India Rey
- Rodney Eastman : Isaac
- Garland Whitt : Jasper Rey
- Féodor Atkine : Oscar
- Josh Lucas : Stephane
- Cut Killer : DJ Atomic

## Box-office
- France : 321 651 entrées